# Georg von Lehndorff

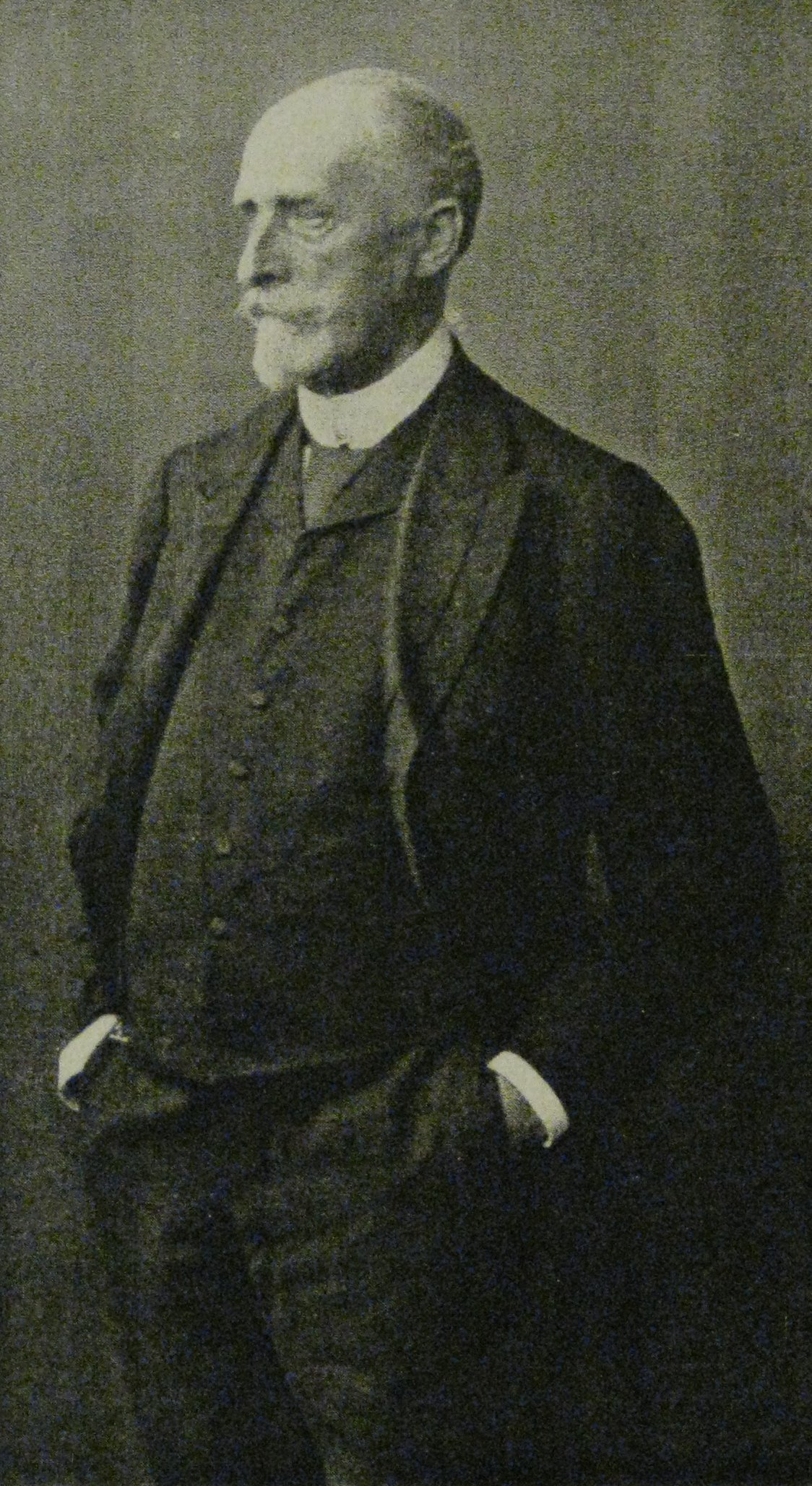
Georg Graf von Lehndorff

Graf Georg Hermann Albrecht von Lehndorff (* 4. Dezember 1833 in Steinort; † 30. April 1914 in Berlin) war ein deutscher Rennpferdezüchter, Amateur-Rennreiter und ein bedeutender Reorganisator der preußischen Gestüte.

## Leben
Georg Lehndorff wurde als jüngster von drei Söhnen des Landhofmeisters Carl Graf Lehndorff und dessen Ehefrau Pauline geborene Gräfin von Schlippenbach (1805–1871), Tochter des Carl Friedrich Wilhelm Graf von Schlippenbach, Gutsherr auf Schönermark, und der Friederike Caroline geborene Gräfin von Beust, 1833 in Steinort geboren.
Bis zu seiner Aufnahme als Primaner im Kneiphöfischen Gymnasium in Königsberg i. Pr. 1849 lebte er auf dem elterlichen Hof. Einen großen Teil seiner Kindheit hatte er allerdings auf einem Vollblutgestüt in Lugowen im Landkreis Insterburg verbracht, wo seine Leidenschaft für Pferde und insbesondere für die Vollblutzucht erwachte. 1850 trat er mit der Mobilmachung gegen Österreich am 15. November in das Kürassier-Regiment Nr. 3 in Königsberg ein. Hier gelang ihm auch sein erster Sieg als Herrenreiter. Am 14. Februar 1855 heiratete Lehndorff Clara Gräfin Kalnein und nahm im Mai Abschied von der Armee, um Gut Laserkeim bei Königsberg zu übernehmen, das er von seinem Vater geerbt hatte. Bereits während seiner Militärzeit hatte er hier einen kleinen Rennstall gegründet, den er nun vergrößerte. Im Jahr 1860 verkaufte er das Gut, um gemeinsam mit seinem Bruder Carl auf Gut Haselhorst bei Spandau einen größeren Rennstall aufzubauen. Seine Pferde ritt Graf von Lehndorff meist selbst. In der Zeit von 1853 bis 1864 gelang es ihm dabei, sechsmal erfolgreichster Amateur-Rennreiter zu werden. Er war der erste Ausländer, der seine Pferde in Sankt Petersburg laufen ließ. In den Jahren von 1860 bis 1864 konnte er wichtige Rennen sowohl in Sankt Petersburg als auch in Moskau gewinnen. Auch in Warschau und Wilna konnte er Erfolge feiern. Neben dem von ihm selbst geführten Stall, besaß er noch einen erfolgreichen Rennstall in Frankreich, der von H. Jennings geleitet wurde.
1866 verkaufte Lehndorff Gut Haselhorst und machte den Feldzug gegen Österreich bei den 2. Garde-Ulanen-Regiment mit. Am 1. Oktober desselben Jahres übernahm er kommissarisch die Leitung des Hauptgestüts Graditz, die er bis zum 1. April 1906 behalten sollte. Am 16. November 1867 wurde ihm der Titel des Landstallmeisters verliehen, und am 7. Juli 1868 nahm er als Rittmeister seinen Abschied vom aktiven Heeresdienst.
In der Zeit von 1. Oktober 1887, als ihm der Titel verliehen wurde, bis zum 31. Dezember 1911 stand er als preußischer Oberlandesstallmeister an der Spitze der Preußischen Gestütsverwaltung und war gleichzeitig Leiter des Hauptgestüts Graditz. Er drückte der preußischen Landespferdezucht in allen Provinzen (vor allem der ostpreußischen) seinen Stempel auf. Ihm war auch der Aufschwung der Graditzer Pferdezucht im letzten Drittel des 19. Jahrhunderts zu verdanken. Er sorgte dafür, dass die vorher über verschiedene Gestüte verteilten Zuchttiere in Graditz zentralisiert wurden und dass durch Ankäufe Englischer Vollblüter eine Blutauffrischung stattfand. Lehndorff, Ehrenmitglied des Britischen Jockey Club, verfasste das Handbuch für Pferdezüchter (Berlin 1881). 1906 übergab er die Leitung des Hauptgestüts Graditz seinem Sohn Siegfried Graf von Lehndorff.
Neben seiner Tätigkeit als Oberlandesstallmeister war Lehndorff von 1873 bis 1876 für die Kreise Torgau und Liebenwerda Mitglied des Preußischen Abgeordnetenhauses. 1897 wurde er zum Wirklichen Geheimrat ernannt.
Graf Lehndorff verstarb am 30. April 1914 in Berlin und wurde an seinem Geburtsort Steinort beerdigt.

## Familie
Er heiratete am 14. Februar 1855 in Königsberg die Gräfin Klara von Kalnein (* 24. März 1836; † 31. Januar 1911). Das Paar hatte folgende Kinder:
- Pauline (* 2. Dezember 1855; † 26. Januar 1930)
- Nancy Magdalena Julia (* 25. Juli 1858; † 20. Juli 1937)
- Emmy Anna Amalie (* 31. März 1861; † 15. April 1944) ⚭ Franz von Veltheim (* 21. Oktober 1856; † 19. Oktober 1927) (Vater von Hans-Hasso von Veltheim)
- Siegfried Karl Heinrich (1869–1956) ⚭ 4. Oktober 1907 in Januschau, Maria von Oldenburg (1886–1945)
- Meinhard (* 20. Februar 1871; † 21. Oktober 1933)

## Ehrungen
- Nach ihm ist die Georg-Graf-von-Lehndorff-Plakette für besonders erfolgreiche Absolventen der Pferdewirtschaftsmeister- und Pferdewirtprüfung im Schwerpunkt Zucht und Haltung benannt.
- In München ist die Graf-Lehndorff-Straße nach ihm benannt.

## Schriften
- Hippodromos. Einiges über Pferde und Pferderennen im griechischen Alterthum. Wiegandt, Hempel & Parey, Berlin 1876.
- Handbuch für Pferdezüchter. Parey, Berlin 1881.
  - 7., neubearbeitete Auflage, herausgegeben von Siegfried Graf Lehndorff. Parey, Berlin 1925 (Reprint: Elbe-Dnjepr-Verlag, Klitzschen 2008, ISBN 978-3-940541-08-6).